# Slaget om San Marino
Slaget om San Marino (ibland kallat Slaget om Monte Pulito) var en del av det italienska fälttåget under andra världskriget. Sammandrabbningen ägde rum mellan den 17 och den 20 september 1944. Striderna började med att tyska arméns styrkor ockuperade det neutrala San Marino; därefter attackerade allierade styrkor och ockuperade landet. San Marino återfick dock sin frihet kort därefter. 
San Marino hade förklarat sig neutralt i början av kriget och hade i stort sett varit opåverkat av händelserna i Europa fram till 1944, då de allierade styrkorna hade avancerat långt upp på den italienska halvön. Den gotiska linjen, en tysk försvarsställning, skar genom den italienska halvön nära San Marinos gräns. I slutet av juni bombades landet av Royal Air Force i tron att den tyska armén hade militära ställningar på dess territorium. Vid bombningarna dödades 35 personer. 
I Operation Oliv, som genomfördes i slutet av augusti, anföll en allierad styrka den östra änden av den gotiska linjen i syfte att gå genom Rimini – som ligger strax öster om San Marino – för att komma ut på slätterna norr om staden. Planen var att San Marino, som ligger sydväst om Rimini, skulle kringgås helt. Som svar på de allierades rörelser skickade tyskarna in en liten styrka i San Marino för att skydda sina informationskanaler och fungera som artilleriobservatör. 
Efter några dagar hade den huvudsakliga offensiven stoppats söder om Rimini av starkt motstånd och hårt väder, och de brittiska och indiska styrkorna började skjuta västerut, med fronten mot San Marino. Den 17 september anföll den 4:e indiska divisionen den tyska 278. Infanterie-Division och lyckades efter hårda strider få kontroll över kullarna. Situationen stabiliserats den 19 september och de allierade styrkorna började skjuta in i själva staden San Marino. Staden intogs på eftermiddagen den 20 september, och den 4:e indiska divisionen lämnade landet den 21 september och överlämnade kontrollen till det lokala försvaret.

## Politisk bakgrund
Den lilla staten San Marino, som ligger på Apenninska halvön och är helt omgiven av Italien, hade endast spelat en liten roll under andra världskriget. Den hade en fascistisk regering, nära överensstämmande med Benito Mussolinis regim, men förblev ändå neutral. Det rapporterades i tidningen Time, den 30 september 1940, att den skulle ha förklarat krig mot Storbritannien i september 1940, men San Marinos regering sände senare ett meddelande till den brittiska regeringen och meddelade att den inte hade förklarat krig. I början av 1942, upprepade regeringen att landet inte var i krig med USA, en ståndpunkt som bekräftades av det amerikanska utrikesdepartementet. Det brittiska utrikesdepartementet konstaterade mer tvetydigt år 1944 att Storbritannien aldrig hade förklarat krig, men heller aldrig formellt erkänt San Marinos neutralitet, och att de militära åtgärderna på San Marinos territorium var motiverade av att landet en gång använts av axelmakterna.

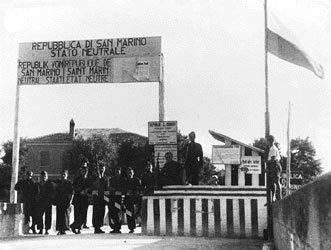
Skylt som visar att San Marino är neutralt.

När landet bombades av det allierade flyget den 27 juni 1944, dödades minst 35 personer. Regeringen i San Marino förklarade samma dag att inga militära installationer eller militär utrustning fanns på dess territorium och att inga krigförande styrkor hade fått komma in. I början av juli hade tydliga skyltar satts upp vid gränsövergångarna av det tyska kommandot. Skyltarna uppmanade de tyska enheterna att inte ta sig in i landet. Därmed upprepade San Marino återigen sin fullständiga neutralitet.

## Angreppet mot den gotiska linjen
I slutet av sommaren 1944 hade de tyska styrkorna i Italien retirerat till den gotiska linjen, en kedja av försvarsanläggningar som sträckte sig över hela den italienska halvön. De allierade hade en plan för att bryta igenom försvaret, att ta sig norrut mot Rimini och slätterna i norra Italien. Detta inbegrep även en attack längs den östra kusten av den brittiska åttonde armén. Operationen fick kodnamnet Operation Oliv. Den gick ut på att elva divisioner skulle anfalla längs en smal front, det så kallade "Riminigapet", en åtta mil lång front längs kusten och runt staden, och sedan förflytta sig norrut. När de väl var igenom gapet, skulle armén avancera utåt mot Romagna, och västerut gå mot Bologna. Den amerikanska femte armén skulle under tiden trycka på norrut längs mitten av halvön och förhoppningsvis nå Bologna och göra ett överraskningsanfall mot en stor tysk styrka i en kniptångsmanöver.
Den viktigaste allierade offensiven började den 25 augusti, och nådde den tyskkontrollerade Fogliadalen den 29 augusti. Den föll snabbt och det tyska kommandot försökte upprätta en andra försvarslinje på Corianoåsen, ett kuperat område norr om Concafloden, och det sista större geografiska hindret söder om Rimini. Den allierade offensiven nådde floden den 3 september, men avstannade på grund av tekniska problem med sina stridsvagnar, förstärkt tyskt motstånd, och kraftiga regn. De allierade styrkorna stannade och förde upp förstärkningar i väntan på en chans att återuppta offensiven längs kusten. På den vänstra flanken av anfallet hade attacken stoppats i slaget vid Gemmano söder om Concafloden.

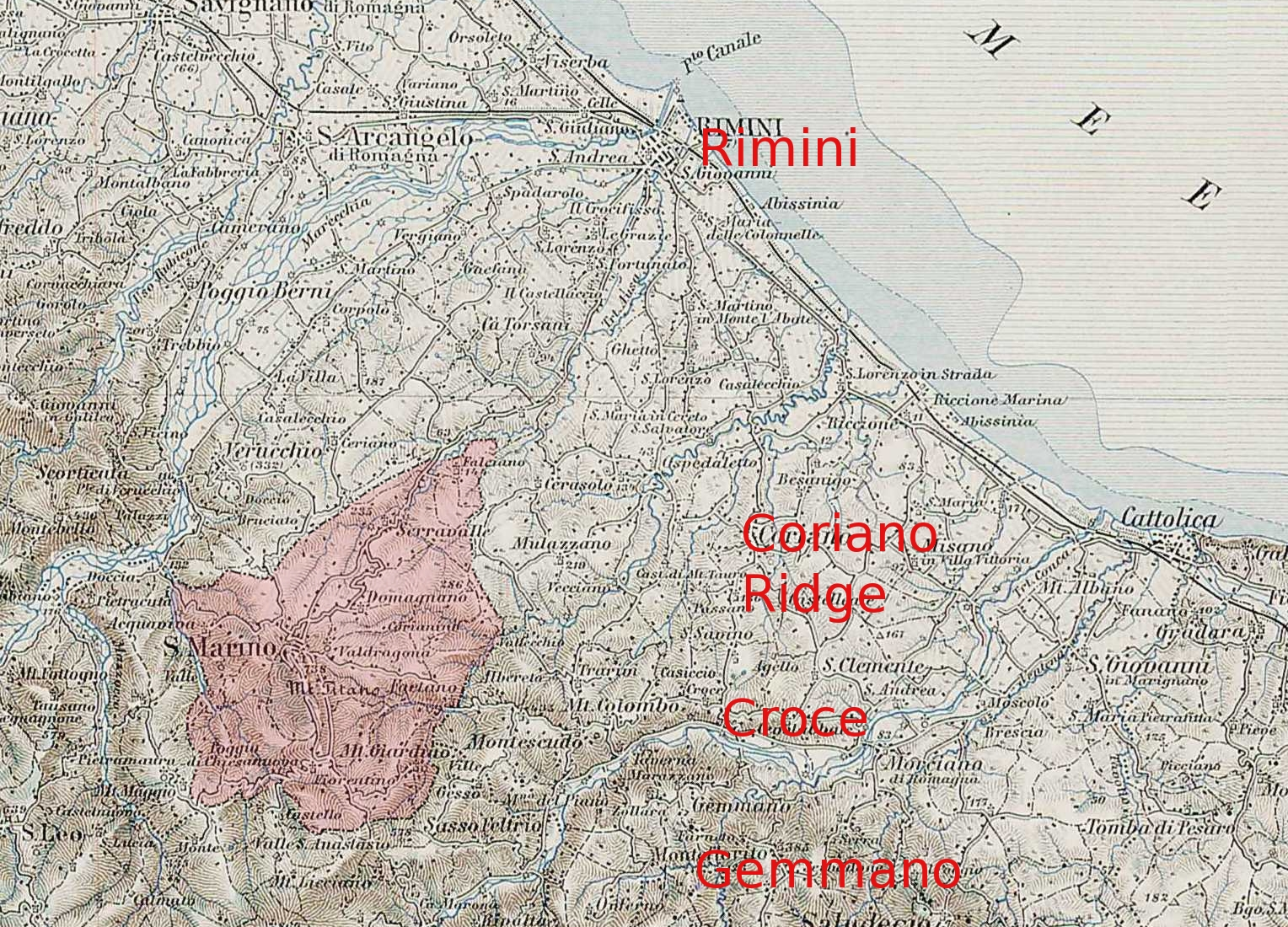
San Marino skuggat i rött, med namn på stora närliggande platser.

Vid denna tidpunkt var styrkorna på de allierades vänsterflank utsträckta i en linje rakt söderut från Corianoåsen, som vetter västerut mot San Marino, några kilometer därifrån. Den 56:e divisionen befann sig på andra sidan Croce och den 46:e mitt emot den starkt försvarade posteringen vid Gemmano. Den 4:e indiska divisionen var placerad söder om den 46:e divisionen och bildade offensivens vänsterflank. När angreppet på Coriano återupptogs den 12 september, lett av två pansardivisioner med tungt artilleristöd, pressade dessa styrkor på västerut. Deras mål var att komma igenom, mot staden Montescudo, omkring tre kilometer från San Marinos gräns. Det huvudsakliga anfallet blev framgångsrikt och den 56:e divisionen avancerade ett par kilometer förbi Croce. På natten mellan den 12 och 13 september fick den 4:e indiska divisionen fotfäste söder om Gemmano. Gemmano erövrades av den 46:e brittiska och den 4:e indiska divisionen på morgonen den 15:e, och de brittiska styrkorna var beredda att gå mot Montescudo och utnyttja den tyska förvirringen.

## Ockupationen av San Marino

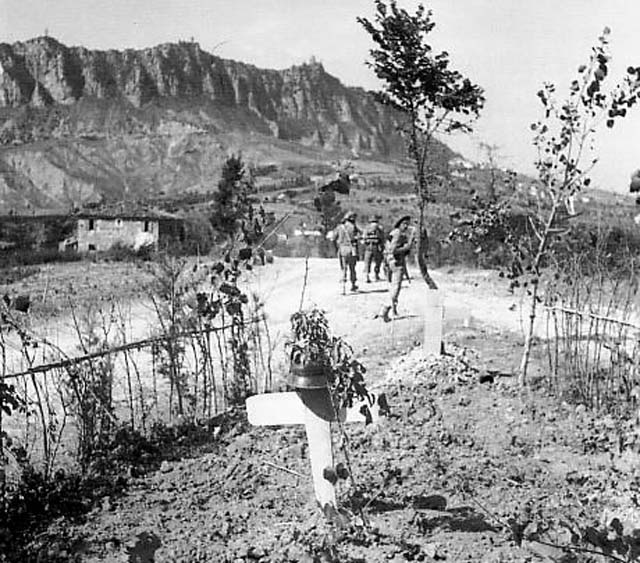
Allierade trupper passerar igenom San Marino, september 1944.

Den 46:e divisionen erövrade Montescudo den 15 september, och nästa dag gick den 56:e divisionen in i staden Mulazzano, omedelbart norr om Montescudo och lika nära gränsen. Striden pressade på västerut härifrån, med den 56:e divisionen på den norra flanken och den 46:e på den södra. Båda hölls tillbaka av det starka tyska motståndet. I början av september hade den tyska armén skickat en trupp in i San Marino för att "försvara" staden mot de allierade, vilket också skulle ge dem kontroll över en av de större vägarna i området och ge artilleriobservatörerna kontroll över bergstopparna. De som försvarade var delar av den 278:e infanteridivisionen. Den 4:e indiska divisionen fick i uppdrag att attackera de försvarande styrkorna den 17 september.
De viktigaste delarna av divisionen korsade Maranofloden vid den östra gränsen på natten den 17:e, med målet att erövra två kullar i närheten av Faetano. Dessa små kullar, precis bakom floden, hölls av två bataljoner från det 993:e grenadjärregementet. Den första kullen togs klockan 05.00, men den styrka som skulle belägra den andra kullen var tvungen att retirera efter att ha fått slut på ammunition. Skyttesoldaten Sher Bahadur Thapa tilldelades  Viktoriakorset postumt för att ha lyckats försvara kullens krön på egen hand i två timmar, vilket gjorde att två kompanier hann sätta sig i säkerhet, innan han dödades när han försökte rädda en annan skadad gurkhasoldat.
Den första kullen hölls fram till den 18 september då en stridsvagnsstyrka lyckades komma upp och stabilisera läget med hjälp av artilleristöd. Det 4:e sikhiska regementet gick runt gurkharegemetet för att täcka San Marinos höjders norra flank, och divisionens 11:e indiska brigad passerade igenom dem för att hjälpa dem att omringa huvudstaden. På kvällen den 19:e började man ta sig in i utkanten av huvudstaden från norr, men tidigt på morgonen den 20 september hölls anfallet tillbaka av defensiva posteringar i den nordöstra delen av staden, där vägen till den övre delen av landet, som ligger högre upp på berget, började. Stridsvagnar fördes in i förorterna till staden, medan ett annat kompani gick upp mot toppen i kraftigt regn. Landet erövrades tidigt på eftermiddagen, med bara tjugofyra dödsoffer bland angriparna. Femtiofyra krigsfångar togs.
Den 21 september engagerades de lokala trupperna för att hjälpa till med att samla ihop de tyska trupper som var kvar.

## Eftermäle
Allierade ockupationsstyrkor höll sig kvar i San Marino ännu ett kort tag efter Tysklands kapitulation i maj 1945. I oktober 1945 krävde San Marinos regering 732 miljoner lira av den brittiska regeringen som ersättning för kriget, varav 500 miljoner lire var för striderna i september och 20 miljoner lire för ockupationskostnaderna. Den brittiska regeringen avvisade dessa krav, och menade att eftersom Tyskland hade brutit mot San Marinos neutralitet innan de allierade trupperna gick in i landet, var kraven inte rimliga. Den erbjöd sig dock att "ex gratia" betala 26 000 pund för bombningarna i juni, en summa som senare höjdes till 80 000 pund.
Segernamnet "San Marino" tilldelades många av de trupper som deltagit i striderna.